# بیگوس
بیگوس (تلفظ لهستانی: [ˈbʲiɡɔs] (به بلاروسی: бігас)،  bihas یا бігус،  bihus , لیتوانیایی: bigusas)، یک غذای لهستانی است که از گوشت، کلم ترش و کلم تازهٔ خرد شده تهیه می‌شود و در زبان انگلیسی اغلب به عنوان خورشت شکارچی ترجمه می‌شود. این غذا به صورت گرم سرو می‌شود و می‌توان آن را با سبزیجات، ادویه جات یا شراب خوش طعم کرد.

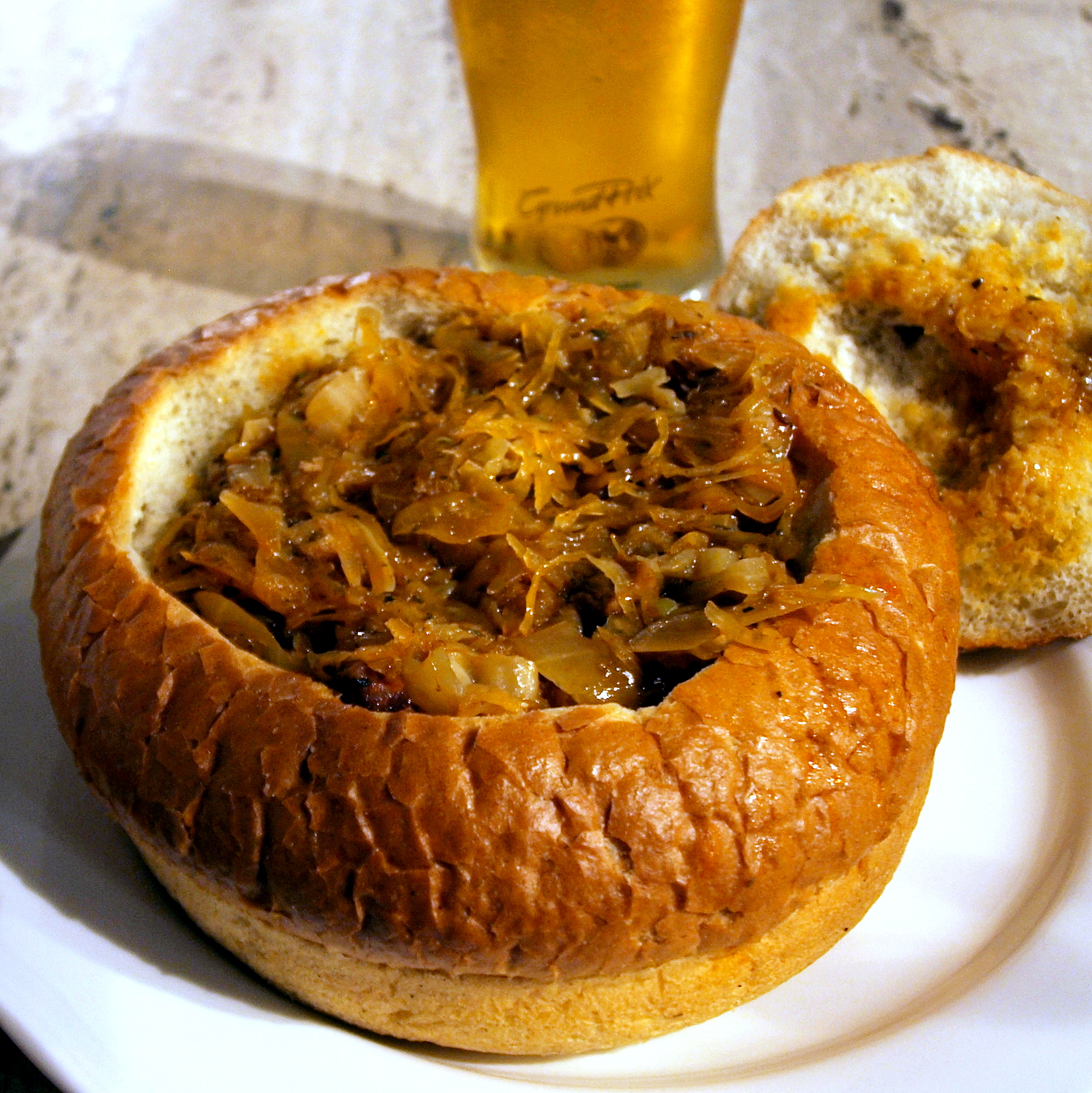
بیگوس در یک کاسه نان با یک لیوان آبجو سرو می‌شود تا آن را بشویید